# Diaea delata
Diaea delata es una especie de araña cangrejo del género Diaea, familia Thomisidae. Fue descrita científicamente por Karsch en 1880.

## Distribución
Esta especie se encuentra en África Occidental y Angola.